# Кибзак ле Понт
Кибзак ле Понт (фр. Cubzac-les-Ponts) насеље је и општина у југозападној Француској у региону Аквитанија, у департману Жиронда која припада префектури Бордо.
По подацима из 2011. године у општини је живело 2164 становника, а густина насељености је износила 242,6 становника/km². Општина се простире на површини од 8,92 km². Налази се на средњој надморској висини од 23 метара (максималној 42 m, а минималној 1 m).

## Демографија
| 1962. | 1968. | 1975. | 1982. | 1990. | 1999. | 2011. |
| ----- | ----- | ----- | ----- | ----- | ----- | ----- |
| 884   | 987   | 1.115 | 1.398 | 1.701 | 1.788 | 2.164 |

График промене броја становника у току последњих година